# Бергер, Иоганн Непомук
Иоганн Непомук Бергер (нем. Johann Nepomuk Berger; 11 апреля 1845, Грац — 17 октября 1933, там же) — австрийский шахматист, шахматный теоретик и шахматный композитор. Один из основоположников и теоретиков старонемецкой школы в шахматной задаче. Основатель и председатель шахматного общества в Граце. Редактор журнала «Deutsche Schachzeitung». Автор капитального труда «Теория и практика эндшпиля». Составлял преимущественно четырёх- и многоходовые задачи.
В 1882 на турнире в Ливерпуле впервые применил способ определения мест в соревнованиях среди участников, набравших равное количество очков — так называемый коэффициент Бергера.

## Спортивные результаты
| Год  | Город              | Соревнование                                 | + | − | =  | Результат | Место |
| ---- | ------------------ | -------------------------------------------- | - | - | -- | --------- | ----- |
| 1870 | Грац               | 1-й конгресс Австрийской шахматной федерации |   |   |    |           | 1     |
| 1875 | Грац               | Матч с А. Виттеком                           | 4 | 1 | 0  | 4 : 1     |       |
| 1880 | Грац               | Международный турнир                         | 2 | 3 | 2  | 3 из 7    | 5—6   |
| 1881 | Берлин             | 2-й конгресс Германского шахматного союза    | 5 | 5 | 6  | 8 из 16   | 9—10  |
| 1883 | Нюрнберг           | 3-й конгресс Германского шахматного союза    | 7 | 2 | 9  | 11½ из 18 | 4     |
| 1885 | Гамбург            | 4-й конгресс Германского шахматного союза    | 1 | 2 | 14 | 8 из 17   | 11—12 |
| 1887 | Франкфурт-на-Майне | 5-й конгресс Германского шахматного союза    | 6 | 2 | 12 | 12 из 20  | 5—6   |
| 1889 | Бреслау            | 6-й конгресс Германского шахматного союза    | 4 | 4 | 9  | 8½ из 17  | 10    |
| 1894 | Лейпциг            | 9-й конгресс Германского шахматного союза    | 3 | 2 | 11 | 9 из 17   | 8—9   |
| 1896 | Эйзенах            | Матч с П. Липке                              | 1 | 1 | 5  | 3½ : 3½   |       |
| 1898 | Кёльн              | 11-й конгресс Германского шахматного союза   | 5 | 4 | 6  | 8 из 15   | 8     |
| 1900 | Мюнхен             | 12-й конгресс Германского шахматного союза   | 5 | 5 | 5  | 7½ из 15  | 7—10  |
| 1904 | Кобург             | 14-й конгресс Германского шахматного союза   | 4 | 3 | 5  | 6½ из 12  | 6—7   |
| 1905 | Бармен             | Международный турнир                         | 4 | 3 | 8  | 8 из 15   | 6     |
| 1906 | Нюрнберг           | 15-й конгресс Германского шахматного союза   | 0 | 2 | 1  | [ 5 ]     | ----  |
| 1907 | Карлсбад           | Международный турнир                         | 2 | 7 | 11 | 7½ из 20  | 16—18 |
|      | Вена               | Международный турнир                         | 4 | 4 | 5  | 6½ из 13  | 7—8   |
| 1908 | Вена               | Международный турнир                         | 3 | 8 | 8  | 7 из 19   | 15    |

## Задачи
|   | a | b | c | d | e | f | g | h |   |
| - | --- | --- | --- | --- | --- | --- | --- | --- | - |
| 8 | g7 чёрная пешка · g6 белая пешка · a5 белая пешка · c5 белый конь · e5 чёрная пешка · f5 чёрная пешка · a4 белый ферзь · c4 белый конь · d4 чёрный король · h3 белая пешка · a2 белая пешка · g2 чёрная пешка · g1 белый король | g7 чёрная пешка · g6 белая пешка · a5 белая пешка · c5 белый конь · e5 чёрная пешка · f5 чёрная пешка · a4 белый ферзь · c4 белый конь · d4 чёрный король · h3 белая пешка · a2 белая пешка · g2 чёрная пешка · g1 белый король | g7 чёрная пешка · g6 белая пешка · a5 белая пешка · c5 белый конь · e5 чёрная пешка · f5 чёрная пешка · a4 белый ферзь · c4 белый конь · d4 чёрный король · h3 белая пешка · a2 белая пешка · g2 чёрная пешка · g1 белый король | g7 чёрная пешка · g6 белая пешка · a5 белая пешка · c5 белый конь · e5 чёрная пешка · f5 чёрная пешка · a4 белый ферзь · c4 белый конь · d4 чёрный король · h3 белая пешка · a2 белая пешка · g2 чёрная пешка · g1 белый король | g7 чёрная пешка · g6 белая пешка · a5 белая пешка · c5 белый конь · e5 чёрная пешка · f5 чёрная пешка · a4 белый ферзь · c4 белый конь · d4 чёрный король · h3 белая пешка · a2 белая пешка · g2 чёрная пешка · g1 белый король | g7 чёрная пешка · g6 белая пешка · a5 белая пешка · c5 белый конь · e5 чёрная пешка · f5 чёрная пешка · a4 белый ферзь · c4 белый конь · d4 чёрный король · h3 белая пешка · a2 белая пешка · g2 чёрная пешка · g1 белый король | g7 чёрная пешка · g6 белая пешка · a5 белая пешка · c5 белый конь · e5 чёрная пешка · f5 чёрная пешка · a4 белый ферзь · c4 белый конь · d4 чёрный король · h3 белая пешка · a2 белая пешка · g2 чёрная пешка · g1 белый король | g7 чёрная пешка · g6 белая пешка · a5 белая пешка · c5 белый конь · e5 чёрная пешка · f5 чёрная пешка · a4 белый ферзь · c4 белый конь · d4 чёрный король · h3 белая пешка · a2 белая пешка · g2 чёрная пешка · g1 белый король | 8 |
| 7 | g7 чёрная пешка · g6 белая пешка · a5 белая пешка · c5 белый конь · e5 чёрная пешка · f5 чёрная пешка · a4 белый ферзь · c4 белый конь · d4 чёрный король · h3 белая пешка · a2 белая пешка · g2 чёрная пешка · g1 белый король | g7 чёрная пешка · g6 белая пешка · a5 белая пешка · c5 белый конь · e5 чёрная пешка · f5 чёрная пешка · a4 белый ферзь · c4 белый конь · d4 чёрный король · h3 белая пешка · a2 белая пешка · g2 чёрная пешка · g1 белый король | g7 чёрная пешка · g6 белая пешка · a5 белая пешка · c5 белый конь · e5 чёрная пешка · f5 чёрная пешка · a4 белый ферзь · c4 белый конь · d4 чёрный король · h3 белая пешка · a2 белая пешка · g2 чёрная пешка · g1 белый король | g7 чёрная пешка · g6 белая пешка · a5 белая пешка · c5 белый конь · e5 чёрная пешка · f5 чёрная пешка · a4 белый ферзь · c4 белый конь · d4 чёрный король · h3 белая пешка · a2 белая пешка · g2 чёрная пешка · g1 белый король | g7 чёрная пешка · g6 белая пешка · a5 белая пешка · c5 белый конь · e5 чёрная пешка · f5 чёрная пешка · a4 белый ферзь · c4 белый конь · d4 чёрный король · h3 белая пешка · a2 белая пешка · g2 чёрная пешка · g1 белый король | g7 чёрная пешка · g6 белая пешка · a5 белая пешка · c5 белый конь · e5 чёрная пешка · f5 чёрная пешка · a4 белый ферзь · c4 белый конь · d4 чёрный король · h3 белая пешка · a2 белая пешка · g2 чёрная пешка · g1 белый король | g7 чёрная пешка · g6 белая пешка · a5 белая пешка · c5 белый конь · e5 чёрная пешка · f5 чёрная пешка · a4 белый ферзь · c4 белый конь · d4 чёрный король · h3 белая пешка · a2 белая пешка · g2 чёрная пешка · g1 белый король | g7 чёрная пешка · g6 белая пешка · a5 белая пешка · c5 белый конь · e5 чёрная пешка · f5 чёрная пешка · a4 белый ферзь · c4 белый конь · d4 чёрный король · h3 белая пешка · a2 белая пешка · g2 чёрная пешка · g1 белый король | 7 |
| 6 | g7 чёрная пешка · g6 белая пешка · a5 белая пешка · c5 белый конь · e5 чёрная пешка · f5 чёрная пешка · a4 белый ферзь · c4 белый конь · d4 чёрный король · h3 белая пешка · a2 белая пешка · g2 чёрная пешка · g1 белый король | g7 чёрная пешка · g6 белая пешка · a5 белая пешка · c5 белый конь · e5 чёрная пешка · f5 чёрная пешка · a4 белый ферзь · c4 белый конь · d4 чёрный король · h3 белая пешка · a2 белая пешка · g2 чёрная пешка · g1 белый король | g7 чёрная пешка · g6 белая пешка · a5 белая пешка · c5 белый конь · e5 чёрная пешка · f5 чёрная пешка · a4 белый ферзь · c4 белый конь · d4 чёрный король · h3 белая пешка · a2 белая пешка · g2 чёрная пешка · g1 белый король | g7 чёрная пешка · g6 белая пешка · a5 белая пешка · c5 белый конь · e5 чёрная пешка · f5 чёрная пешка · a4 белый ферзь · c4 белый конь · d4 чёрный король · h3 белая пешка · a2 белая пешка · g2 чёрная пешка · g1 белый король | g7 чёрная пешка · g6 белая пешка · a5 белая пешка · c5 белый конь · e5 чёрная пешка · f5 чёрная пешка · a4 белый ферзь · c4 белый конь · d4 чёрный король · h3 белая пешка · a2 белая пешка · g2 чёрная пешка · g1 белый король | g7 чёрная пешка · g6 белая пешка · a5 белая пешка · c5 белый конь · e5 чёрная пешка · f5 чёрная пешка · a4 белый ферзь · c4 белый конь · d4 чёрный король · h3 белая пешка · a2 белая пешка · g2 чёрная пешка · g1 белый король | g7 чёрная пешка · g6 белая пешка · a5 белая пешка · c5 белый конь · e5 чёрная пешка · f5 чёрная пешка · a4 белый ферзь · c4 белый конь · d4 чёрный король · h3 белая пешка · a2 белая пешка · g2 чёрная пешка · g1 белый король | g7 чёрная пешка · g6 белая пешка · a5 белая пешка · c5 белый конь · e5 чёрная пешка · f5 чёрная пешка · a4 белый ферзь · c4 белый конь · d4 чёрный король · h3 белая пешка · a2 белая пешка · g2 чёрная пешка · g1 белый король | 6 |
| 5 | g7 чёрная пешка · g6 белая пешка · a5 белая пешка · c5 белый конь · e5 чёрная пешка · f5 чёрная пешка · a4 белый ферзь · c4 белый конь · d4 чёрный король · h3 белая пешка · a2 белая пешка · g2 чёрная пешка · g1 белый король | g7 чёрная пешка · g6 белая пешка · a5 белая пешка · c5 белый конь · e5 чёрная пешка · f5 чёрная пешка · a4 белый ферзь · c4 белый конь · d4 чёрный король · h3 белая пешка · a2 белая пешка · g2 чёрная пешка · g1 белый король | g7 чёрная пешка · g6 белая пешка · a5 белая пешка · c5 белый конь · e5 чёрная пешка · f5 чёрная пешка · a4 белый ферзь · c4 белый конь · d4 чёрный король · h3 белая пешка · a2 белая пешка · g2 чёрная пешка · g1 белый король | g7 чёрная пешка · g6 белая пешка · a5 белая пешка · c5 белый конь · e5 чёрная пешка · f5 чёрная пешка · a4 белый ферзь · c4 белый конь · d4 чёрный король · h3 белая пешка · a2 белая пешка · g2 чёрная пешка · g1 белый король | g7 чёрная пешка · g6 белая пешка · a5 белая пешка · c5 белый конь · e5 чёрная пешка · f5 чёрная пешка · a4 белый ферзь · c4 белый конь · d4 чёрный король · h3 белая пешка · a2 белая пешка · g2 чёрная пешка · g1 белый король | g7 чёрная пешка · g6 белая пешка · a5 белая пешка · c5 белый конь · e5 чёрная пешка · f5 чёрная пешка · a4 белый ферзь · c4 белый конь · d4 чёрный король · h3 белая пешка · a2 белая пешка · g2 чёрная пешка · g1 белый король | g7 чёрная пешка · g6 белая пешка · a5 белая пешка · c5 белый конь · e5 чёрная пешка · f5 чёрная пешка · a4 белый ферзь · c4 белый конь · d4 чёрный король · h3 белая пешка · a2 белая пешка · g2 чёрная пешка · g1 белый король | g7 чёрная пешка · g6 белая пешка · a5 белая пешка · c5 белый конь · e5 чёрная пешка · f5 чёрная пешка · a4 белый ферзь · c4 белый конь · d4 чёрный король · h3 белая пешка · a2 белая пешка · g2 чёрная пешка · g1 белый король | 5 |
| 4 | g7 чёрная пешка · g6 белая пешка · a5 белая пешка · c5 белый конь · e5 чёрная пешка · f5 чёрная пешка · a4 белый ферзь · c4 белый конь · d4 чёрный король · h3 белая пешка · a2 белая пешка · g2 чёрная пешка · g1 белый король | g7 чёрная пешка · g6 белая пешка · a5 белая пешка · c5 белый конь · e5 чёрная пешка · f5 чёрная пешка · a4 белый ферзь · c4 белый конь · d4 чёрный король · h3 белая пешка · a2 белая пешка · g2 чёрная пешка · g1 белый король | g7 чёрная пешка · g6 белая пешка · a5 белая пешка · c5 белый конь · e5 чёрная пешка · f5 чёрная пешка · a4 белый ферзь · c4 белый конь · d4 чёрный король · h3 белая пешка · a2 белая пешка · g2 чёрная пешка · g1 белый король | g7 чёрная пешка · g6 белая пешка · a5 белая пешка · c5 белый конь · e5 чёрная пешка · f5 чёрная пешка · a4 белый ферзь · c4 белый конь · d4 чёрный король · h3 белая пешка · a2 белая пешка · g2 чёрная пешка · g1 белый король | g7 чёрная пешка · g6 белая пешка · a5 белая пешка · c5 белый конь · e5 чёрная пешка · f5 чёрная пешка · a4 белый ферзь · c4 белый конь · d4 чёрный король · h3 белая пешка · a2 белая пешка · g2 чёрная пешка · g1 белый король | g7 чёрная пешка · g6 белая пешка · a5 белая пешка · c5 белый конь · e5 чёрная пешка · f5 чёрная пешка · a4 белый ферзь · c4 белый конь · d4 чёрный король · h3 белая пешка · a2 белая пешка · g2 чёрная пешка · g1 белый король | g7 чёрная пешка · g6 белая пешка · a5 белая пешка · c5 белый конь · e5 чёрная пешка · f5 чёрная пешка · a4 белый ферзь · c4 белый конь · d4 чёрный король · h3 белая пешка · a2 белая пешка · g2 чёрная пешка · g1 белый король | g7 чёрная пешка · g6 белая пешка · a5 белая пешка · c5 белый конь · e5 чёрная пешка · f5 чёрная пешка · a4 белый ферзь · c4 белый конь · d4 чёрный король · h3 белая пешка · a2 белая пешка · g2 чёрная пешка · g1 белый король | 4 |
| 3 | g7 чёрная пешка · g6 белая пешка · a5 белая пешка · c5 белый конь · e5 чёрная пешка · f5 чёрная пешка · a4 белый ферзь · c4 белый конь · d4 чёрный король · h3 белая пешка · a2 белая пешка · g2 чёрная пешка · g1 белый король | g7 чёрная пешка · g6 белая пешка · a5 белая пешка · c5 белый конь · e5 чёрная пешка · f5 чёрная пешка · a4 белый ферзь · c4 белый конь · d4 чёрный король · h3 белая пешка · a2 белая пешка · g2 чёрная пешка · g1 белый король | g7 чёрная пешка · g6 белая пешка · a5 белая пешка · c5 белый конь · e5 чёрная пешка · f5 чёрная пешка · a4 белый ферзь · c4 белый конь · d4 чёрный король · h3 белая пешка · a2 белая пешка · g2 чёрная пешка · g1 белый король | g7 чёрная пешка · g6 белая пешка · a5 белая пешка · c5 белый конь · e5 чёрная пешка · f5 чёрная пешка · a4 белый ферзь · c4 белый конь · d4 чёрный король · h3 белая пешка · a2 белая пешка · g2 чёрная пешка · g1 белый король | g7 чёрная пешка · g6 белая пешка · a5 белая пешка · c5 белый конь · e5 чёрная пешка · f5 чёрная пешка · a4 белый ферзь · c4 белый конь · d4 чёрный король · h3 белая пешка · a2 белая пешка · g2 чёрная пешка · g1 белый король | g7 чёрная пешка · g6 белая пешка · a5 белая пешка · c5 белый конь · e5 чёрная пешка · f5 чёрная пешка · a4 белый ферзь · c4 белый конь · d4 чёрный король · h3 белая пешка · a2 белая пешка · g2 чёрная пешка · g1 белый король | g7 чёрная пешка · g6 белая пешка · a5 белая пешка · c5 белый конь · e5 чёрная пешка · f5 чёрная пешка · a4 белый ферзь · c4 белый конь · d4 чёрный король · h3 белая пешка · a2 белая пешка · g2 чёрная пешка · g1 белый король | g7 чёрная пешка · g6 белая пешка · a5 белая пешка · c5 белый конь · e5 чёрная пешка · f5 чёрная пешка · a4 белый ферзь · c4 белый конь · d4 чёрный король · h3 белая пешка · a2 белая пешка · g2 чёрная пешка · g1 белый король | 3 |
| 2 | g7 чёрная пешка · g6 белая пешка · a5 белая пешка · c5 белый конь · e5 чёрная пешка · f5 чёрная пешка · a4 белый ферзь · c4 белый конь · d4 чёрный король · h3 белая пешка · a2 белая пешка · g2 чёрная пешка · g1 белый король | g7 чёрная пешка · g6 белая пешка · a5 белая пешка · c5 белый конь · e5 чёрная пешка · f5 чёрная пешка · a4 белый ферзь · c4 белый конь · d4 чёрный король · h3 белая пешка · a2 белая пешка · g2 чёрная пешка · g1 белый король | g7 чёрная пешка · g6 белая пешка · a5 белая пешка · c5 белый конь · e5 чёрная пешка · f5 чёрная пешка · a4 белый ферзь · c4 белый конь · d4 чёрный король · h3 белая пешка · a2 белая пешка · g2 чёрная пешка · g1 белый король | g7 чёрная пешка · g6 белая пешка · a5 белая пешка · c5 белый конь · e5 чёрная пешка · f5 чёрная пешка · a4 белый ферзь · c4 белый конь · d4 чёрный король · h3 белая пешка · a2 белая пешка · g2 чёрная пешка · g1 белый король | g7 чёрная пешка · g6 белая пешка · a5 белая пешка · c5 белый конь · e5 чёрная пешка · f5 чёрная пешка · a4 белый ферзь · c4 белый конь · d4 чёрный король · h3 белая пешка · a2 белая пешка · g2 чёрная пешка · g1 белый король | g7 чёрная пешка · g6 белая пешка · a5 белая пешка · c5 белый конь · e5 чёрная пешка · f5 чёрная пешка · a4 белый ферзь · c4 белый конь · d4 чёрный король · h3 белая пешка · a2 белая пешка · g2 чёрная пешка · g1 белый король | g7 чёрная пешка · g6 белая пешка · a5 белая пешка · c5 белый конь · e5 чёрная пешка · f5 чёрная пешка · a4 белый ферзь · c4 белый конь · d4 чёрный король · h3 белая пешка · a2 белая пешка · g2 чёрная пешка · g1 белый король | g7 чёрная пешка · g6 белая пешка · a5 белая пешка · c5 белый конь · e5 чёрная пешка · f5 чёрная пешка · a4 белый ферзь · c4 белый конь · d4 чёрный король · h3 белая пешка · a2 белая пешка · g2 чёрная пешка · g1 белый король | 2 |
| 1 | g7 чёрная пешка · g6 белая пешка · a5 белая пешка · c5 белый конь · e5 чёрная пешка · f5 чёрная пешка · a4 белый ферзь · c4 белый конь · d4 чёрный король · h3 белая пешка · a2 белая пешка · g2 чёрная пешка · g1 белый король | g7 чёрная пешка · g6 белая пешка · a5 белая пешка · c5 белый конь · e5 чёрная пешка · f5 чёрная пешка · a4 белый ферзь · c4 белый конь · d4 чёрный король · h3 белая пешка · a2 белая пешка · g2 чёрная пешка · g1 белый король | g7 чёрная пешка · g6 белая пешка · a5 белая пешка · c5 белый конь · e5 чёрная пешка · f5 чёрная пешка · a4 белый ферзь · c4 белый конь · d4 чёрный король · h3 белая пешка · a2 белая пешка · g2 чёрная пешка · g1 белый король | g7 чёрная пешка · g6 белая пешка · a5 белая пешка · c5 белый конь · e5 чёрная пешка · f5 чёрная пешка · a4 белый ферзь · c4 белый конь · d4 чёрный король · h3 белая пешка · a2 белая пешка · g2 чёрная пешка · g1 белый король | g7 чёрная пешка · g6 белая пешка · a5 белая пешка · c5 белый конь · e5 чёрная пешка · f5 чёрная пешка · a4 белый ферзь · c4 белый конь · d4 чёрный король · h3 белая пешка · a2 белая пешка · g2 чёрная пешка · g1 белый король | g7 чёрная пешка · g6 белая пешка · a5 белая пешка · c5 белый конь · e5 чёрная пешка · f5 чёрная пешка · a4 белый ферзь · c4 белый конь · d4 чёрный король · h3 белая пешка · a2 белая пешка · g2 чёрная пешка · g1 белый король | g7 чёрная пешка · g6 белая пешка · a5 белая пешка · c5 белый конь · e5 чёрная пешка · f5 чёрная пешка · a4 белый ферзь · c4 белый конь · d4 чёрный король · h3 белая пешка · a2 белая пешка · g2 чёрная пешка · g1 белый король | g7 чёрная пешка · g6 белая пешка · a5 белая пешка · c5 белый конь · e5 чёрная пешка · f5 чёрная пешка · a4 белый ферзь · c4 белый конь · d4 чёрный король · h3 белая пешка · a2 белая пешка · g2 чёрная пешка · g1 белый король | 1 |
|   | a | b | c | d | e | f | g | h |   |

1.Фb4! - цугцванг, 

1. … Крd5 2.Ke3+ Крd6 3.Фb8+, 

1. … e4 2.Кe6+ Крd5 3.Фc5+, 

1. … f4 2.Кb6+ Крe3 3.Фb2.

## Книги
- Das Schachproblem und dessen kunstgerechte Darstellung, Lpz., 1884;
- Theorie und Praxis der Endspiele, Lpz., 1890;
- Katechismus des Schachspiels, Lpz., 1891 (в русском переводе: Шахматная игра, Л. 1925)